# Petter Darin
Karl Gustav Petter Darin, född 19 februari 1985, är en svensk skådespelare.

## Filmografi
- 1998 – Veranda för en tenor
- 2003 – Ondskan